# Quiabentia
Quiabentia Britton & Rose – rodzaj sukulentów z rodziny kaktusowatych. Należą do niego tylko 2 gatunki. Występują one w Brazylii, Boliwii, Paragwaju i Argentynie. 

## Systematyka
Uwagi taksonomiczne
Rodzaj Quiabentia jest czasem włączany do rodzaju Pereskiopsis Britton & Rose.
Pozycja systematyczna według APweb (aktualizowany system APG III z 2009)
Należy do rodziny kaktusowatych (Cactaceae) Juss., która jest jednym z kladów w obrębie rzędu goździkowców (Caryophyllales)  i klasy roślin okrytonasiennych. W obrębie kaktusowatych należy do plemienia Cylindropuntieae, podrodziny Opuntioideae.
Pozycja w systemie Reveala (1993-1999)
Gromada okrytonasienne (Magnoliophyta Cronquist), podgromada Magnoliophytina Frohne & U. Jensen ex Reveal, klasa Rosopsida Batsch, podklasa goździkowe (Caryophyllidae Takht.), nadrząd  Caryophyllanae Takht.,  rząd goździkowce (Caryophyllales Perleb), podrząd Cactineae Bessey in C.K. Adams, rodzina kaktusowate (Cactaceae Juss.), rodzaj Quiabentia Britton & Rose. 
Gatunki
- Quiabentia verticillata (Vaupel) Borg
- Quiabentia zehntneri (Britton & Rose) Britton & Rose